# Черник, Сергей Иванович
Серге́й Ива́нович Че́рник (28 мая 1960, Владимир — 24 августа 2007, р. Юрункаш, КНР) — советский и российский  турист-водник, альпинист. Мастер спорта СССР (1987). Мастер спорта России международного класса (1997). Заслуженный мастер спорта России (2000). Председатель Федерации спортивного туризма города Москвы.

## Биография
В 1983 году окончил Московский государственный университет. Спортивным туризмом начал заниматься с 1976 года. Был участником и руководителем более семидесяти  походов, из них руководителем около двадцати походов которые имели высшую категорию сложности.  Под его руководством команда МГУ   им. М. В. Ломоносова семь раз — в 1995, 1996, 1998, 2000, 2002, 2005, 2006 годах становилась Чемпионом России по спортивному туризму.
Был членом судейских коллегий Всероссийских чемпионатов по спортивным походам и путешествиям. Являлся председателем турклуба МГУ, членом Московской и Центральной Маршрутно-квалификационных комиссий СССР и России. Был президентом Федерации спортивного туризма города Москвы. 
С 1991 года преподавал в МИРЭА. 
Черник погиб в 2007 году на реке Юрункаш. Похоронен на Миусском кладбище в Москве.